# Havarlı
Havarlı är en ort i Azerbajdzjan.   Den ligger i distriktet Yevlax Rayonu, i den centrala delen av landet, 240 km väster om huvudstaden Baku. Havarlı ligger 21 meter över havet och antalet invånare är 3 362.
Terrängen runt Havarlı är huvudsakligen platt, men åt nordväst är den kuperad. Runt Havarlı är det tätbefolkat, med 613 invånare per kvadratkilometer.. Närmaste större samhälle är Mingelchaur, 3,9 km nordväst om Havarlı. 
Trakten runt Havarlı består till största delen av jordbruksmark.